# 고스팅
《고스팅》(영어: Ghosted)은 2023년 공개된 미국의 로맨틱 액션, 모험 영화로, 덱스터 플레처가 감독을 맡았다.
애플 스튜디오와 스카이댄스 미디어에서 제작한 이 영화는 2023년 4월 21일 애플 TV+에서 개봉되었다. 비평가들로부터 전반적으로 부정적인 평가를 받았음에도 불구하고 애플 TV+에서 가장 많이 본 영화 데뷔작이 되었다.

## 줄거리
워싱턴 D.C.의 한 파머스 마켓에서 외로운 새디 로즈는 로맨틱한 감정을 갈구하는 콜 터너를 만난다. 둘은 밤새 즐거운 데이트를 하고 성관계까지 갖지만, 콜의 문자에 새디는 답하지 않는다. 콜의 여동생은 새디가 '고스팅'을 한다고 의심하지만, 부모는 콜이 새디의 가방에 실수로 두고 온 흡입기의 추적 장치를 이용해 런던에서 새디를 깜짝 방문하라고 설득한다.
런던에서 콜은 전설적인 CIA 요원 '택스맨'으로 오인받아 무기 거래상들에게 납치되어 파키스탄으로 끌려간다. 곤충 고문을 당하기 직전, 새디가 '택스맨'임을 밝히며 그를 구출한다. 카이버 고개를 지나 도망치는 과정에서, 그들은 '아즈텍'이라는 생화학 무기를 팔려는 전직 프랑스 정보국 요원 르베크의 음모에 휘말린 것을 알게 된다. 르베크는 아즈텍의 작동에 필요한 비밀 코드를 필요로 한다.
도망쳐 나온 콜과 새디는 서로에게 거짓말을 했다며 다투고, 새디의 옛 연인이자 연락책인 마르코를 만난다. 마르코는 새디가 남자친구의 삶보다 임무의 성공을 더 중요하게 생각한다고 콜에게 경고하며, 콜을 집으로 데려다주겠다고 한다. 그러나 르베크가 콜에게 현상금을 걸면서, 현상금 사냥꾼들의 습격을 받게 되고 마르코는 죽는다. 새디는 콜을 미끼로 아즈텍을 되찾기로 결심한다.
새디는 콜을 르베크에게 넘기고, 르베크의 부하 와그너는 새디, 콜과 함께 아즈텍이 든 상자를 가지고 비행기에 탑승한다. 와그너는 콜의 핸드폰에서 둘이 함께 찍은 사진을 발견하고 정체가 탄로나지만, 콜은 부상당한 새디와 함께 아즈텍 상자를 들고 낙하산으로 탈출한다. 소코트라 섬에 착륙한 콜은 농업 지식을 활용하여 새디를 치료하며 다시 가까워진다. 르베크의 습격으로 와그너는 상자를 가지고 도망치고, 콜과 새디는 미 해병대에 의해 구조된다.
CIA 본부에서 새디는 아즈텍을 잃은 책임으로 정직 처분을 받는다. 새디는 콜에게 위험에 빠뜨린 것에 대해 사과하려 하지만, 콜은 임무를 최우선으로 생각하는 새디에게 실망한다. 콜은 비밀 코드를 해독하는 것을 돕고, 르베크를 유인하기 위해 '택스맨'으로 위장하는 것에 동의한다.
르베크는 회전식 레스토랑에서 자신의 구매자인 우타미와 콜을 만난다. 콜을 감시하던 요원들이 살해당하고, 새디가 나타나 콜을 돕는다. 새디는 우타미에게 비밀 코드를 팔고, 그 돈으로 르베크에게 현상금을 건다. 현상금 사냥꾼들이 몰려들고 총격전이 벌어진다. 레스토랑의 회전 메커니즘이 파손되면서 레스토랑은 고속으로 회전하고, 르베크는 우타미를 사살한다. 콜은 와그너를 메커니즘에 던져 죽이고, 새디는 르베크를 창밖으로 던져 죽이고 아즈텍 장치를 가까스로 지킨다. 다시 사랑을 확인한 새디는 콜의 가족들을 만나고, 임무 중에도 서로를 위한 시간을 갖는다.

## 출연
- 크리스 에반스 - 콜 터너
- 아나 데 아르마스 - 세이디 로즈
- 에이드리언 브로디 - 르베크
- 마이크 모 - 와그너
- 에이미 서데리스 - 콜의 어머니
- 테이트 도너번 - 콜의 아버지
- 리즈 브로드웨이 - 매티 터너
- 팀 블레이크 넬슨 - 보리슬로프
- 안나 디버리 스미스 - 클로디아 예이츠
- 스티븐 박 - 우타미
- 무스타파 샤키르 - 몬테이 잭슨
- 타이야 서카 - 패티
- 마르반 켄자리 - 마르코
- 앤서니 매키 - "샘의 손자"
- 존 조 - "신"
- 세바스찬 스탠 - "표범"
- 라이언 레이놀즈 - 조너스
- 번 고먼 - 런던 택시기사
- 덱스터 플레처 - 라울